# Reserva Palmitera
La reserva Palmitera o reserva forestal General Belgrano fue un área natural protegida de la provincia de Misiones en Argentina.
Se ubica en el departamento General Manuel Belgrano y ocupa un área de 5500 hectáreas.
Su finalidad es la protección de las especies de Euterpe edulis Mart. Palmae (palmitos). 
Fue creada en 1992 por medio del decreto provincial n.° 557. El 14 de noviembre de 1996 mediante la sanción de la ley n.º 3359 la reserva Palmitera fue incorporada al nuevo parque provincial Guardaparque Horacio Foerster.